# Ercourt
Ercourt – miejscowość i gmina we Francji, w regionie Hauts-de-France, w departamencie Somma.
Według danych na rok 2011 gminę zamieszkiwało 131 osób, a gęstość zaludnienia wynosiła 31 osób/km² (wśród 2293 gmin Pikardii Ercourt plasuje się na 854. miejscu pod względem liczby ludności, natomiast pod względem powierzchni na miejscu 948.).